# Iraqi National Intelligence Service
Iraqi National Intelligence Service est un service de renseignements créé en 2004. Il a été créé avec l´aide de la CIA. En mi-2004, 18 agents ont été tués. Son premier directeur est 
Mohammed Abdullah al-Shahwani (en). Sa mission est de colliger des renseignements et d'être active dans les domaines suivants : 
- Menaces pour la sécurité nationale de l'Iraq
- Le terrorisme et l'insurrection
- La prolifération des armes de destruction massive, la production et le trafic de stupéfiants, la criminalité organisée et sérieuse
- Espionnage et d'autres actes menaçant pour la démocratie iraquienne.

## Source
article anglais